# Monte Compatri
Monte Compatri és un comune (municipi) de la ciutat metropolitana de Roma, a la regió italiana del Laci, situat uns 20 km al sud-est de Roma. L'1 de gener de 2018 tenia 12.134 habitants.
Monte Compatri limita amb els municipis següents: Colonna, Grottaferrata, Frascati, Monte Porzio Catone, Rocca di Papa, Rocca Priora, Roma, San Cesareo i Zagarolo.

## Història
El Mont Compatri ha estat identificat amb l'antic Labicum, una colònia d'Alba Longa. A l'edat mitjana era un feu dels comtes de Túsculum, i més tard dels Annibaldi, dels Altemps i dels Borghese.

## Llocs d'interès
- Església parroquial de Santa Maria Assunta in Cielo (1630–33), erigida per voluntat de Scipione Borghese. El campanar és l'antiga torre comunitària. La façana va ser dissenyada per Carlo Rainaldi.
- Palazzo Borghese, l'actual ajuntament.
- L'antiga ciutat de Gabii.
- Monestir de San Silvestro.

## Ciutats agermanades
Monte Compatri està agermanat amb:
- Calahorra, Espanya